# پیز آلو (کوه‌های آلپ اوبرهالباشتین)
پیز آلو (به لاتین: Piz Alv) یک کوه در سوئیس است که در کانتون گراوبوندن واقع شده‌است. پیز آلو ۲٬۸۵۵ متر بالاتر از سطح دریا واقع شده‌است.